# Günter Langen
Günter Langen (* 12. Oktober 1935 in Düsseldorf; † 11. April 2022 in Medebach) war ein deutscher Unternehmer und Politiker (CDU). Er gehörte von 1990 bis 2005 dem Landtag von Nordrhein-Westfalen an.

## Ausbildung und Beruf
Langen zog während des Zweiten Weltkriegs mit seiner Familie ins sauerländische Medebach. Weil sein Vater in seinem alten Beruf nicht mehr arbeiten konnte und die Wohnung in Düsseldorf durch Bomben zerstört war, blieb die Familie nach Kriegsende im Sauerland. Günter Langen erlangte 1953 die Mittlere Reife. Danach absolvierte er in Hamburg eine Ausbildung zum Kaufmann im Groß- und Außenhandel. Nach seiner Ausbildung in einem Tee- und Kaffeekontor kehrte er nach Medebach zurück, um dort zu heiraten und 1959 als selbstständiger Kaufmann die Kaffeerösterei Langen zu gründen.

## Politik
Günter Langen war seit 1962 Mitglied der CDU. Den Vorsitz des CDU-Kreisverbandes Hochsauerlandkreis hatte er von 1985 bis 2000 inne. Er war von 1964 bis 1999 Mitglied des Rates der Stadt Medebach und von 1969 bis 1975 Vorsitzender der CDU-Ratsfraktion. 1975 wurde er zum ehrenamtlichen Bürgermeister der Stadt Medebach gewählt; dieses Amt bekleidete er bis 1998. Von 1975 bis 1993 war Langen Mitglied des Kreistages des Hochsauerlandkreises. Bis zu seinem Tod war er Ehrenvorsitzender des CDU-Kreisverbandes Hochsauerlandkreis.
Günter Langen war vom 31. Mai 1990 bis zum 2. Juni 2005 Abgeordneter des Landtags von Nordrhein-Westfalen. Er wurde dreimal in Folge in seinem Wahlkreis direkt gewählt: 1990 und 1995 im Wahlkreis 143 (Hochsauerlandkreis II), 2000 im Wahlkreis 142 (Hochsauerlandkreis I – Soest III). Zur Landtagswahl 2005 trat er nicht mehr als Kandidat an.